# Sólo los ángeles tienen alas
Sólo los ángeles tienen alas (título original: Only Angels Have Wings) es una película estadounidense de 1939 dirigida por Howard Hawks y con actuación de Cary Grant y Jean Arthur. Generalmente es considerada como una de las mejores películas de Hawks, sobre todo en su retrato de la profesionalidad de los pilotos, su atmósfera, y las secuencias de vuelo.
En el 2017, la película fue considerada «cultural, histórica y estéticamente significativa» por la Biblioteca del Congreso de Estados Unidos y seleccionada para su preservación en el National Film Registry.

## Argumento
Geoff Carter (Cary Grant) es un piloto y el gerente de una pequeña compañía aérea apenas rentable, propiedad del "Holandés" van Reiter (Sig Ruman), cuyo principal negocio es el transporte aéreo de correo desde la portuaria ciudad de Barranca a orillas del Pacífico hacia los Andes sudamericanos. Bonnie Lee (Jean Arthur), una corista que está haciendo escala en Barranca de camino hacia su nuevo lugar de trabajo, se enamora de Carter, decidiendo quedarse en Barranca a pesar de que Carter se niega a pedir a ninguna mujer que se sacrifique quedándose con él y sufriendo por lo arriesgado de su empleo.
La situación se complica por la aparición de Bat Kilgallen (Richard Barthelmess) y su esposa Judy (Rita Hayworth). Kilgallen es un piloto estigmatizado por otros pilotos, ya que una vez saltó de un avión, dejando a su mecánico —el hermano de 'Kid' Dabb (Thomas Mitchell) y a su vez el mejor amigo de Carter— que muriera en el accidente. Carter necesita desesperadamente pilotos, así que decide darle una oportunidad realizando los vuelos más peligrosos, para no tener que preocuparse de perder amigos, sino "solo del aparato". 
El "Holandés" se encuentra en situación de poder asegurar un lucrativo contrato para el transporte de correo para el gobierno si puede proporcionar un servicio eficiente durante un período de pruebas. En el último día del periodo de pruebas, el mal tiempo cierra un paso de montaña. Kid, que acaba de ser retirado de volar por deficiencias en la vista, se empeña en intentar volar sobre las montañas en un nuevo Ford Trimotor junto a Carter. Bonnie, queriendo llamar la atención de Carter para que no salga en esa misión tan peligrosa, le dispara accidentalmente y Kid debe salir con Bat Kilgallen. Sin embargo, no son capaces de ganar suficiente altura. En el camino de regreso, una bandada de aves choca contra el avión, hiriendo de gravedad a Kid. Kilgallen se niega a abandonarle y saltar en paracaídas, logrando aterrizar el avión en llamas. Una vez en tierra, Kid fallece tras dar cuenta de que Kilgallen no le dejó solo.
Bonnie, que está avergonzada de haber disparado a Carter, intenta despedirse de él cuando está a solas, llorando, con las pertenencias de Kid. Esto sorprende gratamente a la mujer, que siempre le ha visto como un hombre duro y de pocos sentimientos, y le pregunta por última vez si desea que se quede con él. Carter es llamado para intentar hacer el vuelo que los otros no consiguieron finalizar, ya que el tiempo ha mejorado considerablemente, y aunque tiene un brazo en cabestrillo por el balazo, decide ir con mucha energía, cosa que enfurece a Bonnie y da un ultimátum a Carter para que le pida que se quede. Él coge una moneda y le dice que si sale cara, se queda y si sale cruz, se va. Sale cara, besa a Bonnie y le dice alegremente que la verá luego. Ella, airada, está a punto de irse cuando se da cuenta de que la moneda que ha utilizado es la trucada de Kid, con dos caras y ninguna cruz.

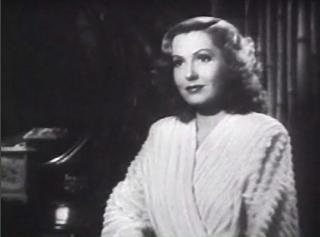
Jean Arthur.

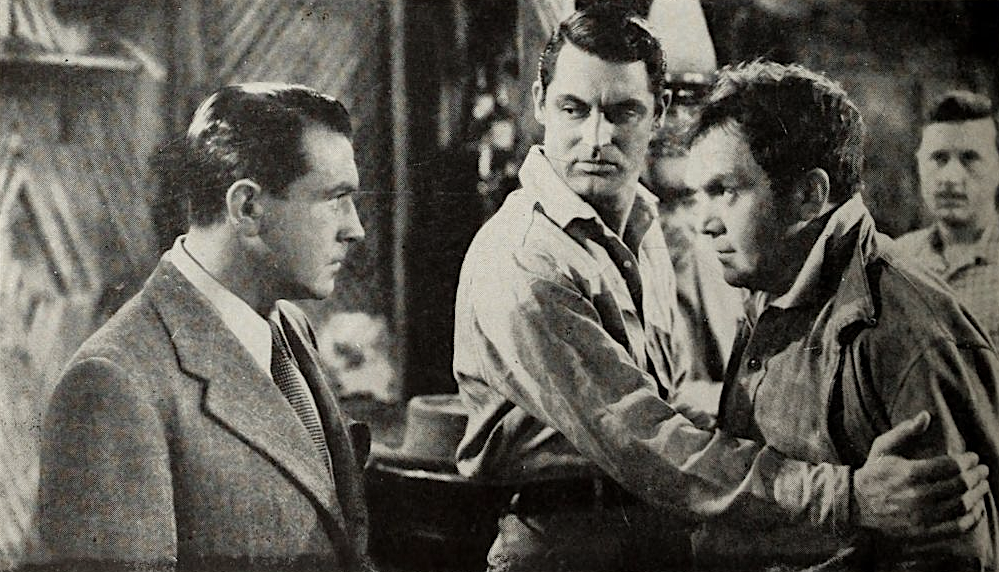
R. Barthelmess, C. Grant, Th. Mitchell y A. Joslyn

## Reparto
- Cary Grant - Geoff Carter.
- Jean Arthur - Bonnie Lee.
- Richard Barthelmess - Bat Kilgallen.
- Rita Hayworth - Judy Kilgallen.
- Thomas Mitchell - 'Kid' Dabb.
- Allyn Joslyn - Les Peters.
- Sig Ruman - John "Holandés" Van Reiter.
- Victor Kilian - 'Sparks' Reynolds.
- John Carroll - 'Gent' Shelton.
- Don Barry - 'Tex' Gordon.
- Noah Beery, Jr. - Joe Souther.

## Premios
La película fue candidata a dos premios Óscar: Joseph Walker por mejor fotografía en blanco y negro, Roy Davidson y Edwin C. Hahn para mejores efectos especiales, premio que anecdóticamente se entregaba por primera vez.

## Adaptación radiofónica
Sólo los ángeles tienen alas fue adaptada como una obra de teatro radiofónica emitida el 29 de mayo de 1939 desde el Lux Radio Theater , con Cary Grant, Jean Arthur y Rita Hayworth encarnando a los mismos personajes que en la versión cinematográfica.